# Bear River
Bear River er en 790 km lang flod som løber fra Utah gennem den sydvestlige del af Wyoming og den sydøstlige del af Idaho, og tilbage i det nordlige Utah i USA. Det er den største flod i USA som ikke løber ud i havet, men ender i Great Salt Lake. Bear River har et afvandingsområde på 18,197 km². Søen Bear Lake ligger midtvejs ved en biflod, på grænsen mellem Idaho og Utah.
Under den amerikanske borgerkrig foregik 29. januar 1864 den såkaldte Bear River-massakre nær Preston i Franklin County i Idaho, hvor United States Army nedkæmpede omkring 400 shoshoneindianere.